# Вільшанська Новоселиця
Вільшанська Новосе́лиця — село в Україні в Гребінківській селищній громаді Білоцерківського району Київської області. Село засноване в 1851 році переселенцями із села Велика Вільшанка, звідки й походить його назва. В селі є середня школа, клуб.
Клірові відомості та метричні книги церкви Покрова Пресвятої Богородиці с. Ольшанська Новоселиця (Вільшанська) приписне — с*. Степанівка Барахтянської волості Васильківського пов. Київської губ. зберігаються в ЦДІАК України. http://cdiak.archives.gov.ua/baza_geog_pok/church/olsh_006.xml [Архівовано 23 січня 2019 у Wayback Machine.]
Сільраді підпорядковані населені пункти Петрівка, Степанівка, Тростинська Новоселиця.
Населення становить 395 осіб. Територія (тис.кв.м) — 28519. Щільність населення (осіб/кв.км) — 18.860

## Уродженці села
- Войцеховський Олесь Олександрович *15. 04.1927, с. Вільшанська Новоселиця) — український медик, доцент Чернівецького медичного інституту. Після закінчення медичного училища працював фельдшером. У 1949—1955 рр. навчався у Чернівецькому державному медичному інституті, після закінчення якого працював старшим лаборантом кафедри загальної гігієни. Навчався в аспірантурі. У 1964 р. захистив кандидатську дисертацію на тему: «Гігієнічне значення іонізації повітря». У 1970—1974 рр. — декан лікувального факультету інституту, секретар вченої ради. Автор 22 наукових праць. Його ім'я введено до енциклопедичного видання «Сторінки історії» (Буковинська державна медична академія).